# Sint-Rochuskerk (Kortrijk)
De Sint-Rochuskerk bevindt zich in de Belgische stad Kortrijk in de Doorniksewijk. De kerk is exemplarisch voor de neogotiek en werd gebouwd tussen 1863 en 1870. De westtoren werd in 1875 tegen de kerk aan gebouwd en heeft een spits met flankerende torentjes. De inwijding van de Sint-Rochuskerk vond plaats in 1884. Het beeld van Sint-Rochus boven de entree werd gemaakt door Valère Dupont.
De kerk is opgenomen in de inventaris van het onroerend erfgoed en is opgedragen aan Rochus van Montpellier.
In 2020 werd deze kerk onttrokken aan de eredienst . De kerk werd sindsdien verkocht aan de familie Vande Wiele uit Zulte en werd gerenoveerd. Het is momenteel het decor van Art Church Rochus.